# Józef Gucwa
Józef Gucwa (ur. 20 grudnia 1923 w Kąclowej, zm. 8 marca 2004 w Tarnowie) – polski duchowny rzymskokatolicki, biskup pomocniczy tarnowski w latach 1969–1999, od 1999 biskup pomocniczy senior diecezji tarnowskiej.

## Życiorys
Pochodził z rodziny rolniczej. Do szkoły podstawowej uczęszczał w Kąclowej w latach 1929–1935, po czym rozpoczął naukę w Gimnazjum im. Artura Grottgera w Grybowie. Naukę kontynuował w Małym Seminarium w Tarnowie i jednocześnie rozpoczął naukę w tarnowskim Gimnazjum i Liceum im. Kazimierza Brodzińskiego, gdzie w 1939 zdał małą maturę. W maju 1940 wstąpił do Związku Walki Zbrojnej. W sierpniu 1942 był poszukiwany przez gestapo, zagrożony aresztowaniem ukrywał się. Wstąpił do tworzącego się oddziału partyzanckiego „Żbik”, którego był współorganizatorem, przyjął pseudonim „Wilk”. Oddział partyzancki „Żbik” Armii Krajowej działał w okolicach Gorlic i Grybowa, (OP „Żbik” należał do III batalionu 1 Pułku Strzelców Podhalańskich). W czasie okupacji niemieckiej ukończył liceum w ramach tajnych kompletów, egzamin maturalny zdał w czerwcu 1944. W latach 1944–1948 studiował w Wyższym Seminarium Duchownym w Tarnowie, następnie na Wydziale Teologicznym Uniwersytetu Jagiellońskiego, który ukończył w 1950 z magisterium z teologii. Święceń prezbiteratu udzielił mu 20 czerwca 1948 w Tarnowie biskup Jan Stepa.
Po studiach podjął pracę duszpasterską. Był wikariuszem, wpierw w latach 1948–1952 w Kolbuszowej, następnie w latach 1952–1969 w parafii św. Małgorzaty w Nowym Sączu. W Nowym Sączu pełnił także funkcję rektora kościoła św. Kazimierza oraz był katechetą w szkołach średnich. W latach 1955–1969 był delegatem biskupa ds. klasztoru klarysek w Starym Sączu. W tarnowskiej kapitule katedralnej zajmował stanowiska archidiakona i dziekana.
23 grudnia 1968 został mianowany biskupem pomocniczym diecezji tarnowskiej, jednocześnie biskupem tytularnym Vagi. Święceń biskupich udzielił mu 26 stycznia 1969 w Nowym Sączu biskup Jerzy Ablewicz.
W diecezji sprawował również funkcję wikariusza generalnego, ponadto przewodniczył Diecezjalnej Radzie Ekonomicznej, Radzie ds. Sztuki Kościelnej, a także sprawował opiekę nad Wydziałem Duszpasterstwa Rodzin i Caritas diecezji tarnowskiej. W latach 1970–1990 był przewodniczącym Wydziału Administracji Ogólnej Kurii Diecezjalnej. Nadzorował sprawy budowlane w diecezji, opiekował się Domem Samotnej Matki w Tarnowie. Po mianowaniu biskupa Józefa Życińskiego metropolitą lubelskim, od 29 czerwca 1997 do 24 stycznia 1998 był administratorem apostolskim diecezji tarnowskiej.
W Episkopacie Polski kierował m.in. Podkomisją ds. Duszpasterstwa Kobiet, był także zastępcą przewodniczącego Komisji ds. Misji. 11 grudnia 1999 w związku z osiągnięciem wieku emerytalnego ustąpił ze sprawowanych urzędów.
Zmarł 8 marca 2004 w Tarnowie. Pochowany został w rodzinnej Kąclowej.
Autor książek: Z leśnych koszar do kapłaństwa (1992), Kąclowa, wieś i parafia nad rzeką Białą (2003), Stanisław Leszczyc-Przywara ps. „Szary" (2004) i wraz z ks. Stanisławem Lisowskim Wartość dziecka (1979).

## Odznaczenia, wyróżnienia, upamiętnienie
Otrzymał kilka odznaczeń za służbę w Armii Krajowej, m.in. Srebrny i Złoty Krzyż Zasługi z Mieczami, Krzyż Partyzancki, Krzyż Armii Krajowej oraz Złoty Medal „Za zasługi dla obronności kraju”.
W 1999 przyznano mu honorowe obywatelstwo Nowego Sącza. W 1996 otrzymał tytuł honorowego podhalańczyka 1 Batalionu Strzelców Podhalańskich.
W 2010 przy kościele parafialnym w Kąclowej otworzono izbę jego pamięci.